# Alice Bah Kuhnke
Alice Bah Kuhnke, nata Alice Bah, (Malmö, 21 dicembre 1971) è una giornalista e politica svedese, europarlamentare dal 2019 è stata candidata alla presidenza del Parlamento europeo. Precedentemente ha ricoperto la carica di ministro della cultura e della democrazia da ottobre 2014 a gennaio 2019. Prima di entrare in politica, è stata una presentatrice televisiva. Ha anche contribuito a fondare il think tank Sektor3.

## Biografia
Bah è cresciuta a Horda,  Jönköping, in Svezia, figlia di padre gambiano e madre svedese. Ha frequentato una scuola superiore orientata all'atletica leggera a Växjö ed è stata una delle migliori velociste del paese alla fine degli anni Ottanta, specialista nei 200 metri.

### Carriera televisiva
La carriera televisiva iniziò con il Disney Club in onda su SVT nel 1992. Tra il 1998 e il 1999, ha condotto un talk show su TV4 e ha preso parte ad altri programmi tra cui Kalla fakta.
Il 16 gennaio 2001 ha ospitato il festival musicale televisivo Artister mot nazister a Globen.

### Carriera nel settore privato e pubblico
Alice Bah Kuhnke è stata direttrice generale dell'Agenzia svedese per la gioventù e per la società civile (2013-2014). Ha anche lavorato come segretaria generale per l'ONG Fairtraide Svezia (Rättvisemärkt) dal 2004 al 2007. Nel settembre 2009 ha assunto la carica di responsabile della qualità ambientale e della responsabilità sociale d'impresa presso ÅF. Inoltre, ha fatto parte del consiglio di amministrazione di una piccola società di internet design, la Doberman. Nel 2014 è stata direttrice generale dell'Agenzia svedese per la gioventù e la società.

### Carriera politica

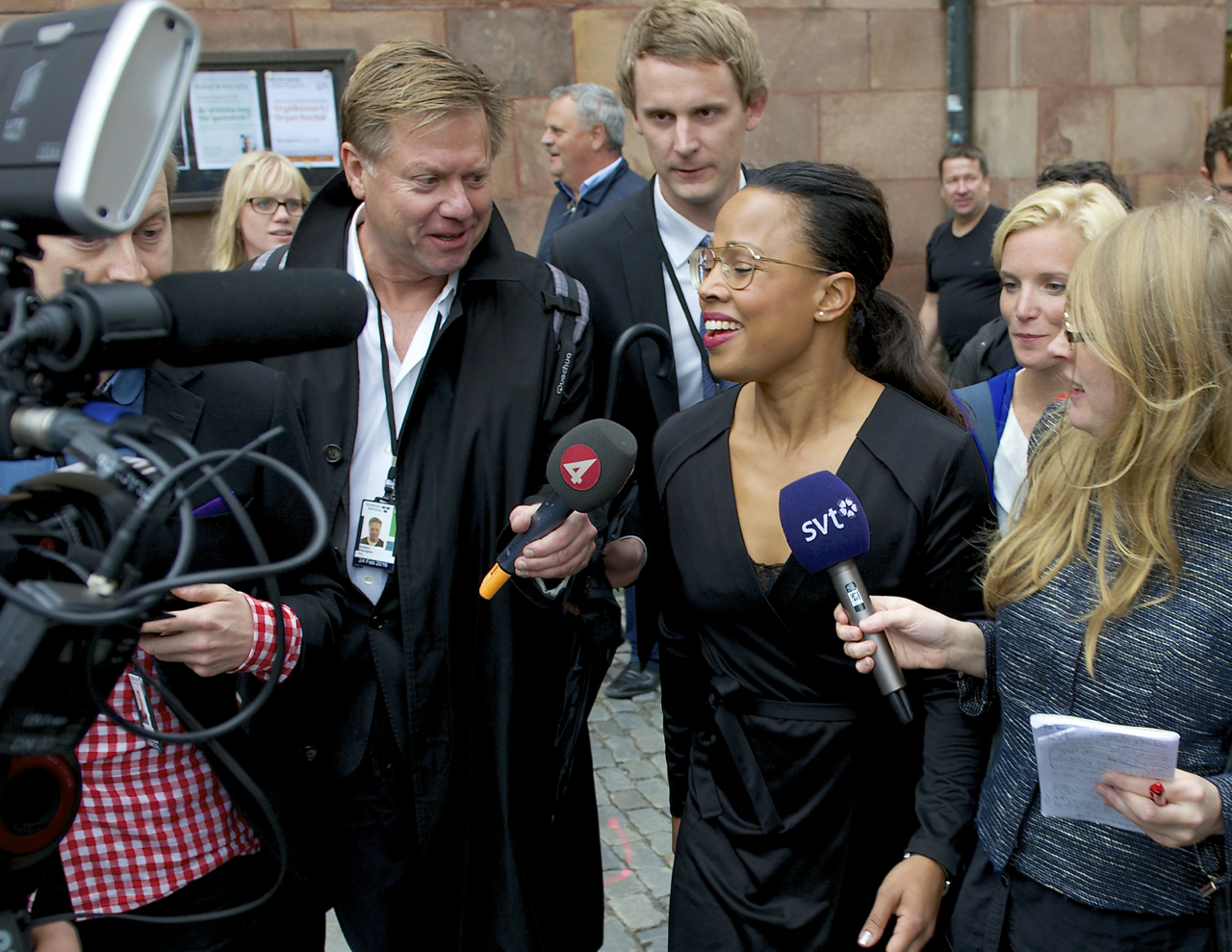
Alice Bah Kuhnke in veste di ministro della Cultura circondata dai giornalisti il 3 ottobre 2014

Nel 1994 è stata protagonista di una campagna attiva per l'adesione del suo paese all'UE tramite un referendum. Dopo aver lasciato la televisione per studiare scienze politiche, ha diretto un fondo filantropico presso la compagnia assicurativa svedese Skandia.
Bah è stata membro del sinodo della Chiesa svedese dal 2006 al 2010, membro del consiglio del Royal Dramatic Theatre e vicepresidente di YMCA-YWCA Svezia.
Il 3 ottobre 2014 è stata nominata Ministro della Cultura e della Democrazia nel governo Löfven II. Oltre al suo incarico ministeriale, è stata rappresentante del Partito dei Verdi presso il Partito Verde Europeo dal 2016.

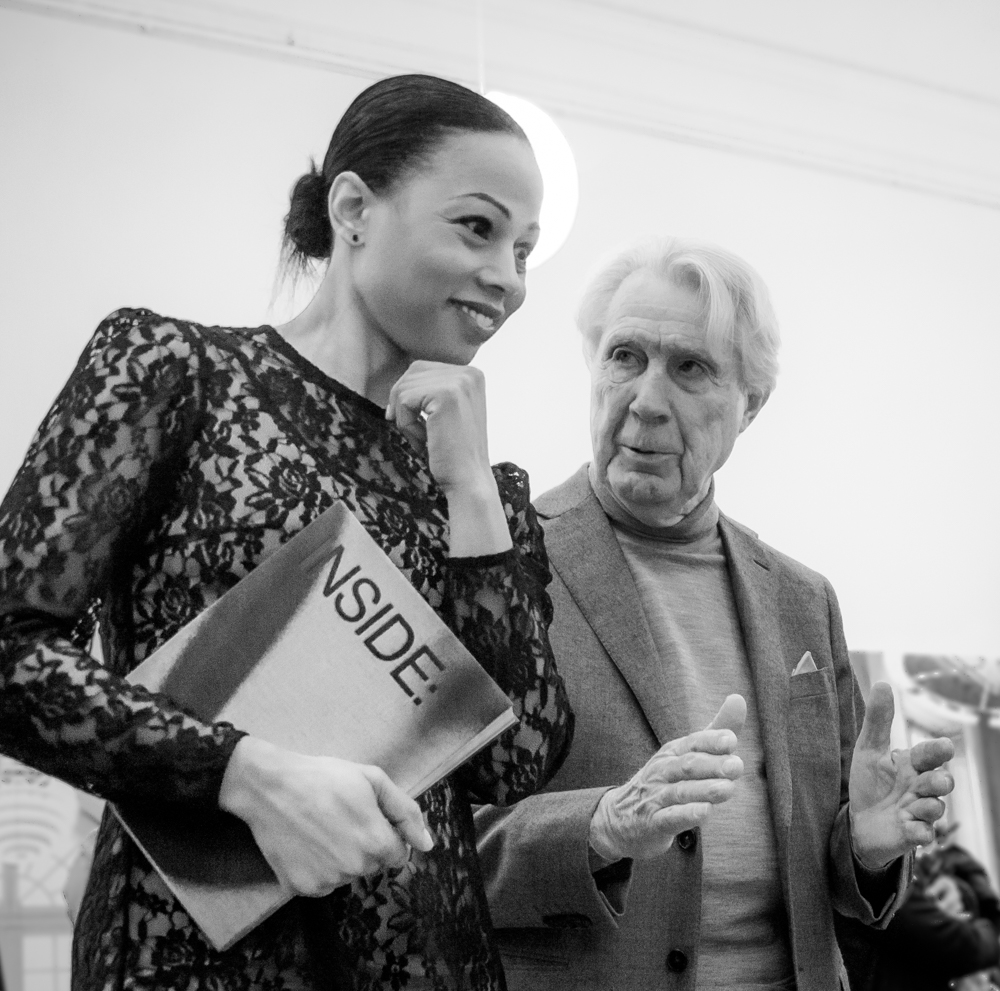
Alice Bah Kuhnke all'inaugurazione di Insider-Architetture nel febbraio 2018 mentre parla con il designer Ake Axelsson

#### Membro del Parlamento europeo, 2019–presente
Nel 2019 si è dimessa da ministro per guidare la lista del suo partito per le elezioni europee. In parlamento, da allora è stata vicepresidente del gruppo Verdi/Alleanza Libera Europea (Verdi/ALE), sotto la guida dei co-presidenti Ska Keller e Philippe Lamberts. È inoltre entrata a far parte della commissione per le libertà civili, la giustizia e gli affari interni e della commissione per i diritti della donna e l'uguaglianza di genere.
Oltre ai suoi incarichi in commissione, Bah è membro dell'intergruppo del Parlamento europeo sui diritti LGBT  e dell'intergruppo del Parlamento europeo sul benessere e la conservazione degli animali.
Nel gennaio 2022 è stata candidata dei Verdi/ALE  come nuovo presidente del Parlamento europeo ma non è stata eletta, avendo ottenuto solo 101 voti al primo turno.

## Vita privata
Da giovane, Bah è stata fidanzata per due anni con il finalista olimpico di salto in lungo e medaglia d'argento mondiale Mattias Sunneborn. Nel 1998 ha sposato il personaggio televisivo Henrik Johnsson, da cui ha divorziato nel 2002. L'anno seguente ha sposato l'attore e cantante Johannes Bah Kuhnke, con il quale ha avuto tre figlie.

## Opere
- Alice Bah e Elisabreth Tarras-Wahlberg,fotografia di Paul Hansen, Victoria, Victoria!,  Ekerlid, 2002 ISBN 91-89617-36-3
- Alice Bah, illustratore Kim Sonntag, Att lyssna på sin inre röst, Landsorganisationen i Sverige, 2003 ISBN 9789156619724